# 性淘汰

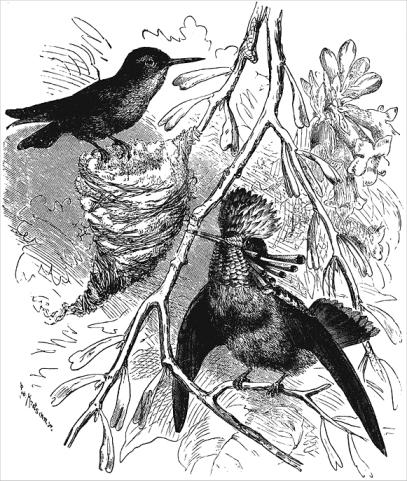
チャールズ・ダーウィン『人間の進化と性淘汰』（1871年）のイラスト

性淘汰（せいとうた）または性選択（せいせんたく、英語: sexual selection）とは、異性をめぐる競争を通じて起きる進化のこと。

## 概説

### 初期の提唱者と現在の位置づけ
クジャクやシカのように雌・雄で著しく色彩や形態・生態が異なる動物について、その進化を説明するためにチャールズ・ダーウィンが提唱した。
→#学説史
現在では進化生物学における重要な理論のひとつと位置付けられる。
性淘汰は通常は自然淘汰とは別のメカニズムとして論じられる。主にオスとメスの社会関係に由来する現象であること、オスとメスに異なった淘汰圧を加えることなどがその理由である。しかし広義には性淘汰は自然淘汰に含められる。ある個体にとっては他の個体の形質や好みは環境の重要な要因のひとつである。また長い尾羽のような装飾的な形質も、長さの上限が生存上の不利さによって制限されているなど、自然淘汰と全く独立して論ずることはできないからである。

### 説の分類
大きく分けるだけでも、
異性をめぐる闘いにおいて、より優れた身体的武器(たとえば角や牙など)をもつ方が戦いに勝って、異性と交尾し子孫を残すことによってその武器が進化するような「同性間淘汰」と、配偶者が　より顕著な形質をもつ交尾相手を選択すること(主に雌が雄を選ぶこと)により進化する「異性間淘汰」とが考えられている。
　→#性淘汰の分類

### 理論モデル
配偶者の選択の理由に関する説明としては、（代表的なものとして）「ランナウェイ説」や「ハンディキャップ説」などの理論モデルがある。　→#配偶者選択の理論モデル
「一つの種において、ある性（ほとんどの場合は雌）の個体数や交尾の機会はもう一方の性よりも少ない。それゆえ、交尾をめぐる個体間の争いが起き、進化を促す。」とも
本項では便宜上、主としてメスがオスを選ぶ場合を想定して記述する。

## 性淘汰の分類
性淘汰には大きく分けると同性間で行われるものと異性間で行われるもののふたつがある。この二つはダーウィン自身が提唱したもので、性的二型を発達させる原因である。ただし厳密に区別できない行動も多い。たとえばトンボの配偶者防衛やクロウタドリの縄張り防衛は異性間競争とも、他のオスを排除するという点では同性間競争とも考えられるし、オスとメスの利害の対立と見なすこともできる。また配偶者を捜すための感覚器の発達などはどちらに含めることもできない。ゾウアザラシのように雄間闘争でハーレムを構成する動物でも、メスがハーレムの周囲にいるオスとつがい外交尾を行うことがある。そのため第三の要素として雌雄間の利害対立が設定される場合もある。

配偶者選択は様々な理論モデルが提唱されている。ロナルド・フィッシャーは、「雌の嗜好は遺伝的に決まっており、それ以前の代で好まれた形質がより顕在化した個体を後の代の雌はさらに好む」と考えた。
それぞれの種でどのような性淘汰が行われるかは雌雄間の性比、配偶システムや個体密度、食性、生理的・形態的特徴、そのほかの様々な生息環境に依存する。

### 同性間競争
同性間淘汰ともいう。異性を巡って同性の個体が争うこと。主にオス同士で行われ、その場合は雄間闘争、雄-雄闘争などと呼ばれる。角や牙などを使って直接争う場合もあれば、威嚇によって済まされる場合もある。チンパンジーやキイロショウジョウバエの精子競争もこれに含まれる。ヒキガエルの鳴き声のように、メスへのアピールのようでありながら、他のオスの排除効果もあった例もある。つまり同性間の闘争が常に一対一で対面して行われるわけではない。
直接闘争を行う種の多くも、通常は儀礼的なディスプレイ行為から始める。儀礼的ディスプレイ行為で勝敗が付かない場合はより進んだ威嚇的ディスプレイ、そして軽い小突きあいを経て本格的な闘争に移行するが、途中で勝敗が決することも珍しくない。これは誰とでもむやみに戦う戦略が進化的に安定な戦略ではないからである。闘争がどこまでエスカレートするかは種にもよるが、その行為によって得られる利益の大きさに左右される。ライオンであれば、年老いたオスの方が若いオスよりもエスカレートしやすい。これは年老いたオスには残された時間が短く、（たとえば死ぬことによって）支払うことになるコストに比べ、利益が大きいからと考えられる。アラビアヤブチメドリのような普段はさえずりによって求愛と儀礼的ディスプレイを行う種でも、時には死に至るほどの闘争が行われる。
過去には儀礼的闘争は種を維持するために無用な争いを避けるためだとして群選択的な説明が好まれたが、同性間競争による死は当時想定されていたより遥かに多いことがわかっている。現在では個体淘汰の視点から、儀礼的闘争は信号（後述するハンディキャップ信号や指標信号など）の交換で済ませることによって個体自体の闘争コストを抑えようとしていると解釈されている。
かつては同性間競争に負けた個体は子孫を残せないと考えられていたが、現在では負けたオスが他の方策で子孫を残そうとする代替戦略（代替繁殖戦略）があることがわかっている。
レンカク、ダチョウはメスが同性間闘争を行う珍しい例。

#### 精子競争
精子間競争とも言う。メスの生殖管の中で行われる、別のオスに由来する精子同士の受精を巡る競争のこと。精子競争には大きく三つのタイプがある。チンパンジーのような精子の量による競争、カワトンボのような他のオスの精子を掻き出す器官の使用、ショウジョウバエの一種に見られる化学物質による他のオスの精子の抹殺である。

### 配偶者選択

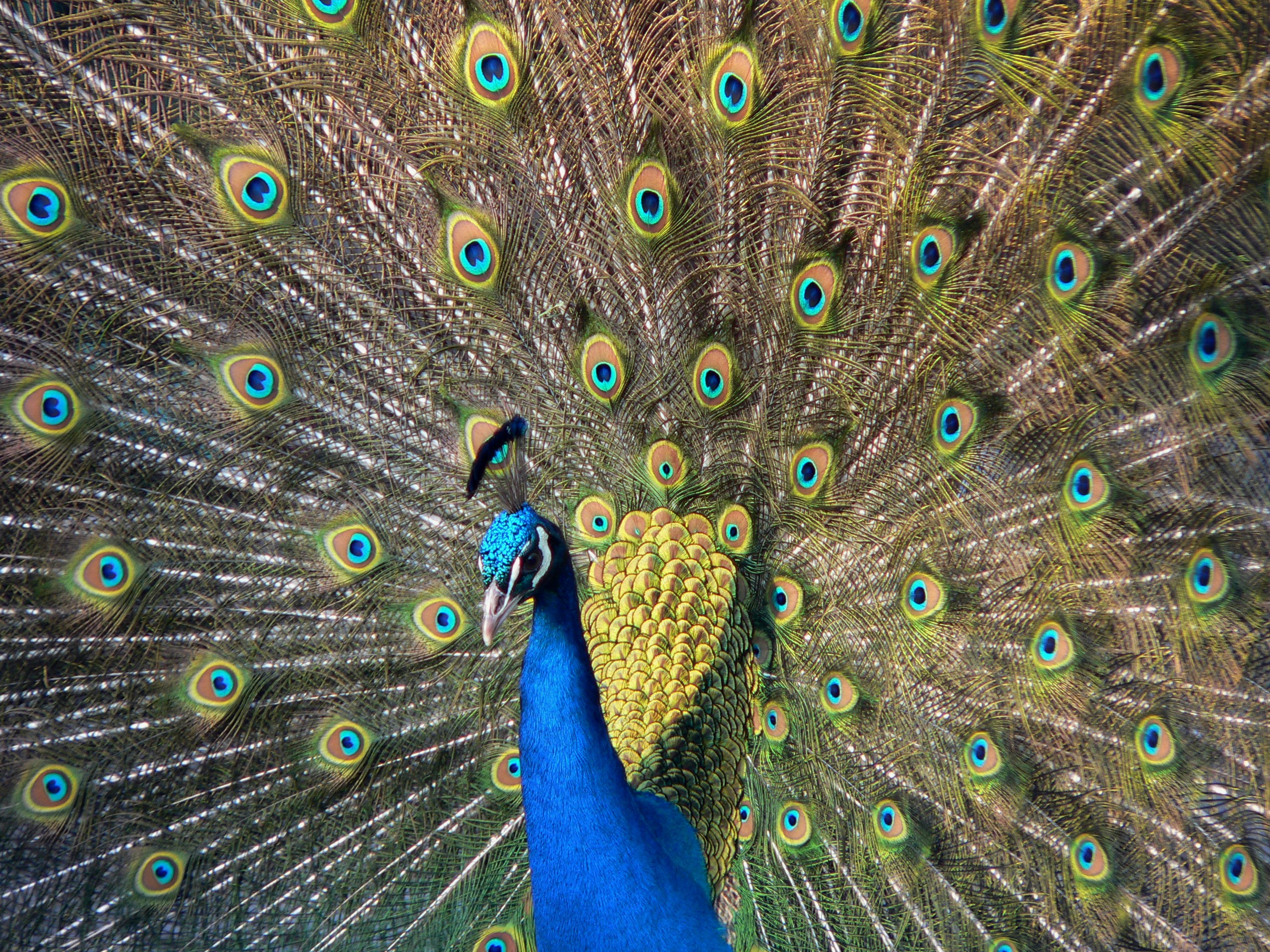
配偶者選択の例。オスクジャクの装飾的な羽はダーウィンを最も悩ませた

異性間淘汰、異性による選り好みともいう。「一方の性が取る行動で、もう一方の性の繁殖機会に差があらわれるもの」と定義されている。実際に個体が別の個体をつがい相手として選ぶことは選好（性選好）と呼び、進化のメカニズムである「選択」とは区別する。通常はメスがオスを選好する。選好が行われるとき、オスは様々な信号を発してメスを誘引し、メスは慎重に吟味する。コクホウジャクやツバメは尾羽が長いオスが選ばれやすい。アジサシやガガンボモドキではオスが貢ぐエサの量や質が重要である。クロライチョウのように踊り、鳴き声、しっぽの美しさを組み合わせてアピールする種もいる。ニューギニアのフキナガシフウチョウは頭部に装飾的な羽を発達させて求愛するが、同所に生息するパプワニワシドリは抜け落ちたフキナガシフウチョウの羽を巣の飾りに用いる。セミの鳴き声、ホタルの発光、ガや酵母菌が出すフェロモンも配偶者選択に関わる信号である。メスの年齢や地域によって好みが変わることもある。アオアズマヤドリでは巣のきらびやかさが重要な要素だが、経験を積んだメスは巣の作りだけではなく、オスの求愛ダンスも重視する。クジャクでは地域によって羽の目模様の数が重要であるか、重要でないかに違いがある。
オスが配偶者選択を行う動物にはモルモンコオロギがいる。

### 雌雄間の利害対立
つがいになった配偶者以外の異性と交尾することをつがい外交尾 (EPC: extra-pair copulation) という。ゾウアザラシのメスは群れのオスの目を盗んで他の雄と交尾をすることがある。ツバメやペンギンのような一夫一妻制の動物でも見られる。ツバメの場合は尾羽が長い方がつがい外交尾の相手として選ばれやすい。つがい外交尾はメスにとっては適応的だが、そのメスの配偶者のオスにとってはそうではない。そこでメスが他のオスと交尾しないように見張ることを配偶者防衛という。トンボ、ヤドカリなどで見られている。配偶者防衛は交尾後に行われる同性間競争とも解釈できる。

## 配偶者選択の理論モデル
配偶者選択にどのようなメカニズムが働いているかを示す理論モデルは大きく二種類に分けられる。一つはランナウェイ説のように、メスの選好の基準が生存上の有利さとは無関係な場合、そしてもう一つはハンディキャップ説や指標説のように生存上の有利さに繋がる形質を選好の基準にしている場合である。後者のような生存上の有利さに繋がる選好をしている場合を総称して優良遺伝子説と呼ぶこともある。
ある形質や信号がランナウェイによって発達したのか、優良遺伝子によるものか、ハンディキャップによるものなのかは判断が難しい場合が多く、個々の事例に関しては実証的な研究をまつ必要がある。

### ランナウェイ説
メスがオスのある形質を好むようになれば、その形質と、その形質を好むという嗜好がセットになって受け継がれていき、たとえ非適応的な形質であっても発達すると考える。その形質が生存に不利になりすぎ、繁殖上の利益と生存上の損失が釣り合ったところで発達は止まると考えられる。
ロナルド・フィッシャーによって1930年に提唱され、長らく性淘汰を説明する唯一の理論であったが、理論的に成立する可能性が認められたのは1980年代に入ってからだった。フィッシャー自身はメスが選ぶ形質は、最初は何らかの適応的な意義を持っているのだろうと考えていた。ランナウェイが始まるきっかけを説明する別の仮説に感覚便乗説がある。メスが本来持っている他の用途に用いられる好みと、オスが持っている形質がたまたま一致した時にランナウェイが始まるという説である。

### 指標説
オスが持つある形質がそのオスの質を表す指標になっており、メスがその形質を選ぶのはそれが子孫にとって結果的に適応的だからであるという説。選好のきっかけが何でも構わない。メスの好みが千差万別であっても、たまたま指標となる形質に反応したメスが適応的だからである。この一つにウィリアム・ハミルトンとマーレン・ズックによって唱えられたパラサイト説がある。たとえば雄鶏の立派なとさかは寄生虫などの感染によって変形したり退色することがわかっている。立派なとさかを持つ雄鶏は寄生虫への耐性を持っていると期待できる。ただしどの形質が寄生虫耐性の指標となっているかは種ごとに調べなければわからない。

### ハンディキャップ説
あるオスが発する信号的形質や行動の強さがそのオスの質を正直に表しているという説。たとえばフラミンゴの体色を鮮やかにするカロチノイドは食物から摂取されるが、それ自体は体に害をもたらすこともある。つまりより健康で強靱な体を持つ個体のみが多くのカロチノイドを摂取し、体を赤くすることができる。（カロチノイドがどのようにしてハンディキャップコストとなるかは、免疫への直接ダメージ説、免疫力を高めるが発色に使用することによって免疫力が低下するトレードオフ説、わざわざカロチノイドを含んだエサをとること自体がコストになる説などがある）
この説はオス同士の儀礼的な闘争についても説明している。どんなに闘争的な動物でも儀礼的なディスプレイから次第にエスカレートしていくのは、各段階で強さを誇示する信号を放つことによってお互いの強さを確認し合い、できる限り支払うコスト（負傷のリスクや闘争にかかる時間）を抑えつつ、勝負を行うことができるためである。
指標説との違いは、指標説が信号的な形質（たとえば雄鶏のとさか）が生理的・形態的限界を直接表しており、どう努力してもそれ以上のアピールができないと考えるのに対し、ハンディキャップ説は限界以上にアピールを行えば自らの適応度を下げることになり、進化的にそのアピールは罰されるだろうと考える点にある。またハンディキャップ説はオスの質に相関した特別な形質（とさかなど）が無くても、オスが行う行動のコストが高ければそれだけでオスの質を表す指標になるため成り立ちやすい。そのためハンディキャップによって発達した行動や形質は広く見られるのではないかと考えられている。

## 性淘汰の原因
1948年にA・J・ベイトマンはオスとメスの生涯繁殖成功度に差があることに気づいた。雌は子孫を残すにあたってより多くの初期投資をしなくてはならない。そのため、雌は生涯で繁殖できる回数に生理的・機能的な限界がある。対して雄は精子を作るのみで妊娠せず、繁殖速度にはほとんど制限がない。これをベイトマンの原理という。しかしのちにベイトマンの原理に反する例が多く発見された。ロバート・トリヴァースは配偶子の生産だけでなく、妊娠、出産なども含めた繁殖に関わるあらゆるコストを「親の投資」と定義し、繁殖により多くの投資を行う性の方がもう一方の性にとって貴重資源になると考えた。そして親の投資量が性淘汰を引き起こす原因であると提唱した。
ある繁殖期間において、一方の性の繁殖機会ともう一方の繁殖機会の比率を実効性比と呼ぶ。メスが妊娠、子育てをする生物では実効性比はオスに傾く（オス余りの状態になる）。また子育てではオスにとっては自分の配偶者が産んだ子でも、自分が子の本当の父親かどうかが不確定である。それゆえ自分の（かどうかも分からない）子を守る事にはあまり興味を示さず、生殖行動への志向を雌に比して強く示す。これらが多くの動物で雌が選ぶ側となる理由である。いわば繁殖相手選びは雌にとっての「買い手市場」であり、性淘汰、特に配偶者選択の主体は多くの場合雄よりも雌となる。
雄が子を守る例としてはタツノオトシゴやアメリカヒレアシシギ、雌雄両方で子を守る種としてはコウテイペンギンなどが知られている。また、多くの魚類のように雌雄両方が子を守らない種もある。タツノオトシゴやヒレアシシギでは実効性比はメスに偏り、雌間競争やオスによる性選好が起きている。

### 性的二形性

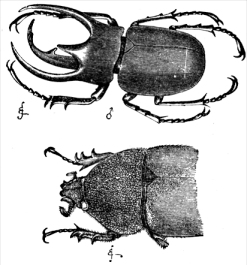
性的二形性をよく表す例であるコーカサスオオカブト。ダーウィン『人間の進化と性淘汰』より。上が雄、下が雌。

生殖に直接関わる器官で求愛行動に直接関わらないものを主性徴と言う。これに対し、性淘汰によって影響を受け、求愛行動を有利にする形質を副性徴という（発生学で言う性別#二次性徴とは異なる）。
有性生殖を行う種のほとんどでは、雌雄で形態が異なる器官を持っている。子孫を残すにあたって、それぞれ違う方面に努力を割くためであり、この違いは古くから知られていた。
二次的性徴の性差を性的二形性とも言う。これは単なる大きさの違い (sexual size dimorphism, SSD) から、角や模様のような極端なものもある。性的二形は自然界にあふれている。雄にのみ見られるシカの角や、多くの鳥の雄が鮮やかな色彩の羽を持つ（そして雌は地味な色彩の羽を持つ）事などである。最も顕著な例はクジャクの尾羽である。脊椎動物で最大のSSDはアフリカ・タンガニカ湖産シクリッドの一種Neolamprologus callipterusで、雄は雌の30倍の大きさにもなる。無脊椎動物では雌の方が雄よりも大きい種が多い。特にコガネグモ類はその傾向が顕著である（ちなみに徘徊性のクモでは雄は雌よりもやや華奢な程度であまり差はない）。

## 学説史
性淘汰はダーウィンの1871年の著書 『人間の進化と性淘汰』（The Descent of Man, and Selection in Relation to Sex）において、自然淘汰とは別個のメカニズムとして提唱された。これは自然淘汰では説明するのが難しい、非適応的な形質を説明するためであった。しかし性淘汰は当初は評価されなかった。自然淘汰説が機械論であったのに対し、性淘汰はラマルク説のように生物の主体性や意思を認めるように感じられたこと、動物観察が未熟な時代にあって、メスの好みのような移ろいやすいものに方向性のある進化を引き起こす力はないと思われたことなどが理由である。
アルフレッド・ウォレスは性淘汰を認めなかった一人で、彼は性差や性的二形も自然淘汰で説明できると考えた。たとえばクジャクの羽のような華美な装飾は、擬態か警告色、またはオスが自分の健康さをアピールする信号になっているという説を提唱したが、これは後年の優良遺伝子説を先取りした議論であった。
その後、1930年にフィッシャーが性淘汰は自然淘汰の一部に含められると主張し、ランナウェイ説と親の出費理論を提唱した。1948年にA.J.ベイトマンがオスとメスの潜在的な繁殖速度に差があることを発見し、ベイトマンの原理を提唱した。1964年、1967年にはハミルトンが血縁選択説を提唱し、昆虫の偏った性比を論じた。これは群れや種の利益を前提としていた当時の全体論的な進化観を転換させ、個体の利益から動物の行動を理解する道を拓いた。1970年代にはクラットン＝ブロック、エムレン、オーリングらがベイトマン原理と親の出費からオスとメスの実質的な性比（実効性比）が性淘汰に与える影響を提唱した。1972年にロバート・トリヴァースが「親の出費」の概念を拡張し『性淘汰と親の投資』で親による子への投資の理論を提唱した。1975年にアモツ・ザハヴィがハンディキャップ理論を提唱した。これら一連の論文は性淘汰の原因を論理的に説明し、性淘汰が再評価されるきっかけとなったが、広く受け入れられるには時間がかかった。1982年にスウェーデンの動物行動学者マルテ・アンデルソンがコクホウジャクの尾羽を操作する実験を行い、初めて野外で配偶者選択が実在することが確認された。
1980年代以降、性淘汰の研究に大きな影響を与えたのはコンピューター（コンピュータ・シミュレーション）の発達と遺伝子解析技術の発展であった。1980年代後半から1990年にかけて数理生物学者アラン・グラフェンがランナウェイ説とハンディキャップ説がともにESSとして成り立つことを示した。また遺伝子解析によって親子関係を調べることが可能になり、特定の個体の繁殖成功度を実際に計測することが可能になった。これ以降、フィールドワークを通した実証的な研究と理論的な研究がともに進み、性淘汰は重要な理論として認められつつある。

## 批判
先のカブトムシの角などのように、非常に派手な武器や装飾に性的な抗争以外の実用的価値を見いだすのはむずかしい。たとえば雌のクワガタの大顎は産卵時に朽木を噛み砕くのに使えるだろうが、カブトムシの角に、そのような意味での実用性は見いだし難い。化石動物で、もっと派手な角や牙を持ったものが見いだされたときに、そのような発達しすぎた器官が邪魔になって絶滅した、というような説明をされることも多い（しかし、実際に使われているところを観察した人間はいない）。では、そのような器官がどうやって進化したかを考えるために、たとえば定向進化説のような反ダーウィン的な論も出る。それを自然選択で説明するには、やはり性淘汰が考えられなければならない。そして、ここからわかるのは、性淘汰は、場合によってはそれ以外の自然選択と競合する、あるいは逆らうものであり得る、ということである。
また、ある形質が性淘汰で発達した可能性を議論することはできても、それを実証するのは簡単ではない。メスがどの形質を基準にオスを選んでいるのかは人がいくら観察してもわからない場合もあり、実証的な研究が十分積み重ねられないうちに結論を出せば後付けの理論に陥りかねない。特にコントロール実験が行えない化石種や、ヒトや大型の動物に関しては慎重になる必要がある。

## ヒトにおける例
ダーウィンはヒトの男性の髭や、他の哺乳類に比べヒトの体毛が少ない点なども性淘汰によって進化したと考えた。女性は男性よりも体毛がさらに少ないことから、有史はるか前には男性の側に選択権があったと考え、また「体毛が少ないこと」が男性による性選択の対象になったと考えたのである。これは雄の側による性選択の数少ない例ともなる。彼は、自然選択によってはヒトの無毛性が説明できないと考えた。ただし現在では、性的二形や実効性比、Y染色体とミトコンドリアDNAの世界的な分布の差などから、他の動物と同じように男性がより強く選択されたと考えられている（ただしヒトにおいて自由恋愛が肯定的に行われるようになったのは近代以降のごく最近のことである）
ジェフリー・ミラーは、今まで注目されなかったダーウィンのアイデアから、生存に直接関わらないヒトの行動のうち多く（ユーモア、音楽、視覚芸術、言語創作能力、そしてある種の利他的行動）が性淘汰によって獲得された求愛行動であると言う仮説を立てた。同様の主張はジャレド・ダイアモンド、ヘレン・フィッシャーらも行っている。ヒトの性淘汰については進化人類学や進化心理学などで活発に研究されている。